# Fagopyrum acutatum
Fagopyrum acutatum là một loài thực vật có hoa trong họ Rau răm. Loài này được (Lehm.) Mansf. ex K.Hammer mô tả khoa học đầu tiên năm 1986.